# L'Éruption du Vésuve (Turner)
Pour les articles homonymes, voir L'Éruption du Vésuve.
 (février 2018).
Si vous disposez d'ouvrages ou d'articles de référence ou si vous connaissez des sites web de qualité traitant du thème abordé ici, merci de compléter l'article en donnant les références utiles à sa vérifiabilité et en les liant à la section « Notes et références ».
L'Éruption du Vésuve est un tableau peint entre 1817 et 1820 par William Turner. Il mesure 28,6 × 39,7 cm. Il est conservé au  Centre d'art britannique de Yale à New Haven (Connecticut).